# Provinziallandtag der Provinz Hessen-Nassau

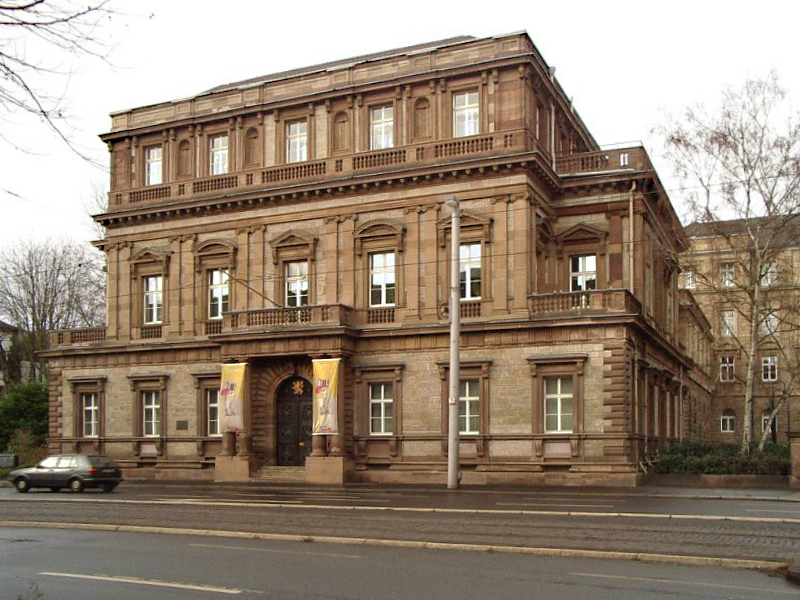
Ständehaus in Kassel, 2003

Der Provinziallandtag der Provinz Hessen-Nassau war die höchste Volksvertretung in der preußischen Provinz Hessen-Nassau. Sie war unterhalb des Preußischen Landtags und oberhalb der Kommunallandtage von Wiesbaden und Kassel angesiedelt und bestand von 1886 bis 1933 in der Provinz Hessen-Nassau. Die Wahlperiode dauerte sechs Jahre und die Anzahl der Abgeordneten leitete sich von der Bevölkerungszahl ab.
Der Versammlungsort war das Ständehaus in Kassel, das schon der Kurhessischen Ständeversammlung des Kurfürstentums Hessen als Versammlungsort gedient hatte.

## Zusammensetzung
Die Abgeordneten wurden bis 1921 indirekt gewählt: Bis 1919 wurden die Mitglieder des Provinziallandtags von den Kommunallandtagen Wiesbaden und Kassel bestimmt, und 1919 und 1920 wurden die Abgeordneten durch die Stadtparlamente und Kreistage bestimmt. Erst nach der Verabschiedung des Gesetzes betr. die Wahlen zu den Provinziallandtagen und zu den Kreistagen vom 3. Dezember 1920 fanden allgemeine, gleiche, geheime und unmittelbare Wahlen der Abgeordneten statt.
Nach der Eingliederung des Freistaates Waldeck in die Provinz Hessen-Nassau am 1. April 1929 fanden im Juni 1929 Ergänzungswahlen zum Provinziallandtag statt.
Die Versammlung des Provinziallandtags am 11. April 1933 war die letzte. Danach wurde der Provinziallandtag mit dem Gesetz über die Übertragung von Zuständigkeiten der Provinzial-(Kommunal-)landtage, der Verbandsversammlung des Ruhrkohlenbezirks und der Kreistage auf die Provinzial-(Landes-)ausschüsse, den Verbandsausschuß und die Kreisausschüsse vom 17. Juli 1933 aufgelöst.

## Wahlergebnisse
Für den Provinziallandtag fand die erste direkte Wahlen am 21. Februar 1921 statt. Die letzte Wahl war am 12. März 1933.
| Mandatsverteilung im Provinziallandtag |     |      |     |     |         |     |      |        |        |    |       |           |
|                                        | KPD | USPD | SPD | DDP | Zentrum | DVP | DNVP | Bauern | Bürger | DR | NSDAP | Insgesamt |
| 05.10.1920                             | 0   | 8    | 40  | 20  | 26      | 13  | 14   | 2      | 0      | 13 | –     | 136       |
| 21.02.1921                             | 4   | 4    | 36  | 11  | 19      | 13  | 9    | –      | 0      | 17 | –     | 113       |
| 29.11.1925                             | 7   | 0    | 31  | 7   | 19      | 3   | 3    | –      | 3      | 22 | –     | 95        |
| 17.11.1929                             | 8   | 0    | 29  | 5   | 16      | 7   | 3    | 5      | 6      | 11 | 7     | 97        |
| 12.03.1933                             | 7   | 0    | 19  | 0   | 15      | 0   | 7    | 0      | 0      | 0  | 50    | 98        |

## Persönlichkeiten

### Vorsitzende des Provinziallandtags
Während des Bestehens des Provinziallandtags der Provinz Hessen-Nassau hatten sieben Personen den Vorsitz inne.
- 1886–1887 Ferdinand von Schutzbar gen. Milchling
- 1890–1897 Hubert Hilf
- 1900–1913 Karl Rabe von Pappenheim
- 1918 Alexander Alberti
- 1920–1928 Heinrich Hopf
- 1930 Georg Thöne
- 1933 Hans Burkhardt

### Preußischer Staatsrat
Der Provinziallandtag der Provinz Hessen-Nassau wählte in der Weimarer Republik fünf Abgeordnete in den Preußischen Staatsrat. Dies waren:
| Nr. | Abgeordneter               | Partei  | Amtszeit                          | Vertreter                             | Partei     | Amtszeit                                                                                  |
| --- | -------------------------- | ------- | --------------------------------- | ------------------------------------- | ---------- | ----------------------------------------------------------------------------------------- |
| 1   | Hermann Rumpf              | AG      | Mai 1921 bis Januar 1930          | Karl Felde Fritz Travers Franz Becker | AG AG      | Mai 1921 bis 2. Oktober 1925 † Oktober 1925 bis Februar 1926 Februar 1926 bis Januar 1930 |
| 1   | Eduard Gräf                | SPD     | Januar 1930 bis April 1933        | Hans Plewe                            | SPD        | Januar 1930 bis April 1933                                                                |
| 1   | Jakob Sprenger             | NSDAP   | April bis 28. Juni 1933           | Helmuth Friedrichs                    | NSDAP      | April bis 10. Juli 1933                                                                   |
| 2   | Reinhard von Gehren        | AG      | Mai 1921 bis Januar 1930          | Wilm von Stein-Liebenstein            | AG         | Mai 1921 bis Januar 1930                                                                  |
| 2   | Heinrich Roth              | Zentrum | Januar 1930 bis Mai 1932          | Wigbert Gustav Sondergeld             | Zentrum    | Januar 1930 bis 31. Mai 1932                                                              |
| 2   | Wigbert Gustav Sondergeld  | Zentrum | bis 31. Mai 1932 bis April 1933   | Hans Joachim Stoevesandt              | NSDAP      | April 1933 bis 10. Juli 1933                                                              |
| 2   | Hans Burckhardt            | NSDAP   | April bis 28. Juni 1933           |                                       |            |                                                                                           |
| 3   | Eduard Gräf                | SPD     | Mai 1921 bis Januar 1930          | Josef Zimmermann Hans Plewe           | SPD SPD    | Mai 1921 bis Februar 1926 Februar 1926 bis Januar 1930                                    |
| 3   | Georg Häring               | SPD     | Januar 1930 bis April 1933        | Georg Thöne                           | SPD        | Januar 1930 bis April 1933                                                                |
| 3   | Karl Linder                | NSDAP   | April bis 28. Juni 1933           | Kurt Wirth                            | NSDAP      | April bis 10. Juli 1933                                                                   |
| 4   | Christian Wittrock         | SPD     | Mai 1921 bis 9. Dezember 1924     | Michael Schnabrich                    | SPD        | Mai 1921 bis 9. Dezember 1924                                                             |
| 4   | Michael Schnabrich         | SPD     | 9. Dezember 1924 bis Februar 1926 | Georg Scheffler                       | SPD        | 9. Dezember 1924 bis Februar 1926                                                         |
| 4   | Georg Häring               | SPD     | Februar 1926 bis Januar 1930      | Josef Zimmermann Georg Thöne          | SPD SPD    | Februar 1926 bis 26. Januar 1929 † 20. Februar 1929 bis Januar 1930                       |
| 4   | Reinhard von Gehren        | AG      | Januar 1930 bis 8. Juni 1930 †    | Wilm von Stein-Liebenstein            | AG         | Januar 1930 bis 23. Juni 1930                                                             |
| 4   | Wilm von Stein-Liebenstein | AG      | 23. Juni 1930 bis April 1933      | Albert Beermann                       | AG         | 23. Juni 1930 bis April 1933                                                              |
| 4   | Rudolf Braun               | NSDAP   | April bis 28. Juni 1933           | Wilm von Stein-Liebenstein            | Kampffront | April bis 10. Juli 1933                                                                   |
| 5   | Wilhelm Linz               | Zentrum | Mai 1921 bis 11. Dezember 1922    | Georg Antoni                          | Zentrum    | Mai 1921 bis 16. Januar 1923                                                              |
| 5   | Georg Antoni               | Zentrum | 16. Januar 1923 bis Januar 1930   | Wilhelm Haenlein                      | Zentrum    | 16. Januar 1923 bis Januar 1930                                                           |
| 5   | Otto Kneipp                | AG      | Januar 1930 bis April 1933        | Jakob Sprenger                        | NSDAP      | Januar 1930 bis April 1933                                                                |
| 5   | Wigbert Gustav Sondergeld  | Zentrum | April bis 10. Juli 1933           | Jakob Husch                           | Zentrum    | April bis 10. Juli 1933                                                                   |

### Reichsrat
Nicht der Provinziallandtag der Provinz Hessen-Nassau direkt, sondern der von ihm gewählte Provinzialausschuss wählte in der Weimarer Republik ein Mitglied in den Reichsrat. Dies waren 1921 bis 1928 August von Trott zu Solz (DNVP) und 1928 bis 1933 Wilhelm Lutsch (DDP).